# Wuiswell Isea
Wuiswell Anderson Isea Fernández (Caracas, 13 settembre 1982) è un ex calciatore venezuelano, di ruolo centrocampista.